# Matrimonio en Chile

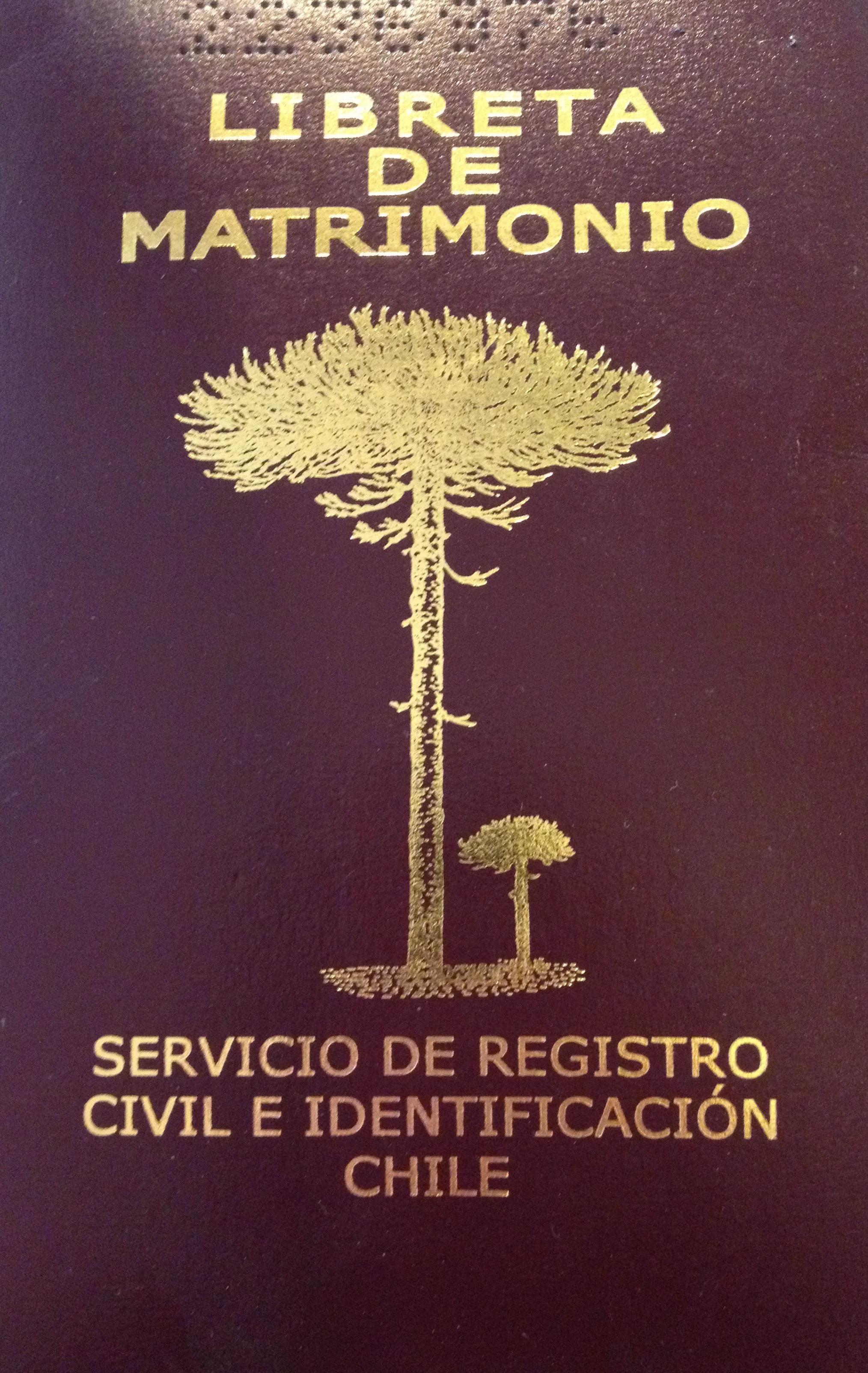
Libreta de matrimonio chilena emitida tras la celebración de un matrimonio civil

El matrimonio en Chile es una institución social de tipo familiar, tanto civil como religioso, que ha ido variando en su concepción con el paso de la historia del país, donde se mantuvo como la unión entre un hombre y una mujer de naturaleza monogámica hasta el 10 de marzo de 2022, cuando comenzaron a celebrarse las primeras bodas entre personas del mismo sexo. Hasta 2015, era el único reconocimiento a las parejas por parte del Estado, fecha en la que entró en vigencia la unión civil (Acuerdo de Unión Civil; AUC), figura legal que reconoce tanto a parejas heterosexuales como homosexuales. La poligamia no es legal y la bigamia es calificada como un delito por el Código Penal de Chile. El Servicio de Registro Civil e Identificación de Chile es el organismo público encargado de celebrar y registrar las ceremonias de boda en Chile, el cual emite una «libreta de matrimonio» o también llamada «libreta de familia», documento donde cada matrimonio debe registrar el nacimiento de sus hijos, como también la defunción de ellos o la de uno de los cónyuges.

## Aspectos legales

### Definición
El matrimonio se encuentra regulado en el Código Civil de Chile en su Artículo 102, el cual lo define a partir del 10 de diciembre de 2021 de la siguiente manera:

“El matrimonio es un contrato solemne por el cual dos personas se unen actual e indisolublemente, y por toda la vida, con el fin de vivir juntos, de procrear, y de auxiliarse mutuamente”.
Código Civil de Chile

Con la publicación de la Ley de Matrimonio Igualitario, fueron reemplazadas las palabras «hombre y mujer» por «dos personas», para no interferir en el sexo y la orientación sexual de ambos contrayentes.Otros aspectos legales del matrimonio se encuentran establecidos en la Nueva Ley de Matrimonio Civil. 

### Régimen de bienes
En Chile se distinguen tres tipos de regímenes patrimoniales como resultado de una unión matrimonial, los cuales se encuentran definidos y regulados por el Código Civil:
- Sociedad conyugal o también conocida como comunidad de bienes
- Separación de bienes
- Participación en los gananciales

### Apellidación
Bajo el sistema de apellidación chileno no se encuentra contemplado el nombre de casado, por lo que cuando una pareja contrae matrimonio bajo la legislación marital chilena, ninguno de los cónyuges modifica legalmente su nombre de nacimiento. Para algunos asuntos de carácter social, la mujer suele añadir a su primer apellido, el apellido de su esposo acompañado de un «de» (posesivo). Misma situación es utilizada voluntariamente por mujeres viudas que no contraen nupcias nuevamente, añadiendo el primer apellido de su esposo difunto después del título «Viuda de», que sucede a su nombre y apellido.

### Edad núbil
La edad para contraer matrimonio es desde los 18 años edad, tanto para hombres como para mujeres, coincidente con la mayoría de edad legal en Chile, fijada a partir de los 18 años. La mayoría de edad como requisito para contraer matrimonio es fruto de una reforma a la norma en virtud de la ley 21.515 publicada el 28 de diciembre de 2022, que anteriormente permitía el matrimonio de personas de 16 y 17 años. 

### Matrimonios en el extranjero
Las oficinas consulares de Chile no están facultadas para la celebración de bodas civiles, por lo que los chilenos residentes en el extranjero tienen dos alternativas: regresar y contraer matrimonio dentro del territorio nacional o si ya fue celebrado en el exterior por una autoridad extranjera, deben inscribirlo oportunamente en el Consulado de Chile correspondiente a su domicilio en el exterior para que sea reconocido como tal, siempre y cuando cumpla con todos los requisitos estipulados por la legislación chilena.

## Historia

### Matrimonios precolombinos

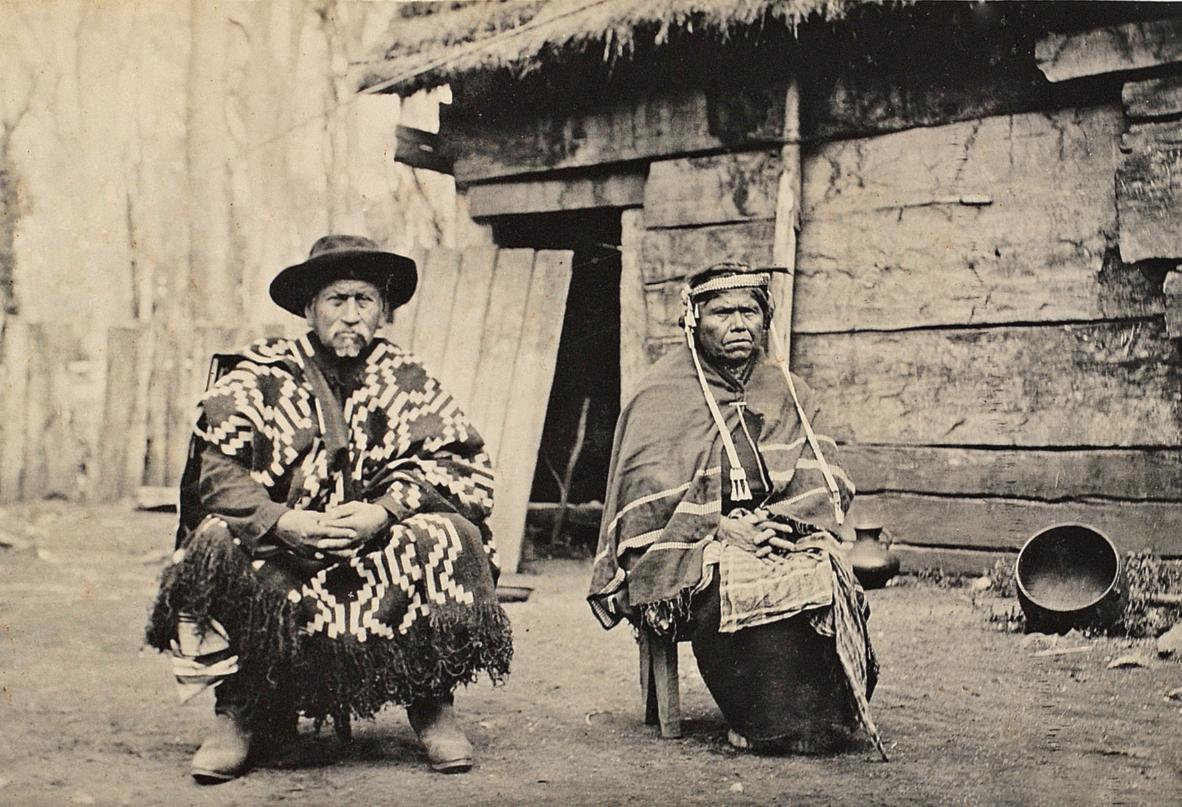
Un matrimonio mapuche afuera de su casa con sus atuendos típicos

El matrimonio celebrado por los pueblos originarios en el Chile precolombino tenía diferentes características, dependiendo de las tradiciones de cada etnia, teniendo como factor común la connotación sagrada del vínculo y su naturaleza patriarcal. En el matrimonio en la cultura mapuche era común la ceremonia del «rapto de la novia», permitiéndose las uniones tanto monógamas como polígamas, dependiendo de factores como la posición económica y jerárquica del hombre. En la cultura aimara, presente en el altiplano del norte de Chile, la unión matrimonial es únicamente monógama y conocida como «chacha-warmi» donde destaca el concepto de dualidad en igualdad de condiciones entre el hombre y la mujer para una verdadera cohesión entre ambos, pero sin embargo relega a la mujer a funciones secundarias, reguladas por la «panipacha», que es el conjunto de convencionalismos que rigen a esta dualidad frente a la sociedad aimara. En el Chile insular, para el pueblo rapanui, la ceremonia de boda ancestral es dirigida por un «coro» (hombre sabio con autoridad en el plano espiritual), quien bendice a la pareja monógama en un ritual celebrado al aire libre frente al mar, donde los contrayentes se visten con atuendos tradicionales, pintando sus cuerpos, a los que se le agregan collares de flores y conchas de mar, similares a otros ritos de los pueblos polinésicos: mientras que las mujeres usan un sostén y falda hecha con plumas de ave y mahute (fibra de la corteza de árboles nativos), los hombres se visten con un hami, que es un taparrabos hecho con el mismo material. Para los yaganes en la Patagonia chilena, el matrimonio es comprendido como una unión de base de la relaciones sociales, que se une por amor y trabajo en conjunto, teniendo presente siempre una cercanía con el resto de la familia en una sociedad donde el sentido de clan es muy relevante. La fase de cortejo es primordial previo a la boda, que puede durar meses o incluso años, así como también era común que hombres más jóvenes se casaran con mujeres mayores, por lo general viudas, las cuales eran admiradas por su experiencia y conocimientos.

### Matrimonio en el Chile colonial
Durante la época del Chile colonial, es decir desde mediados del siglo XVI hasta comienzos del siglo XIX, muchas de las disposiciones legales con respecto a la familia provenían directamente desde los dictámenes del rey de España, al ser el regente del Reino de Chile y del Virreinato del Perú; así como también de los tribunales eclesiásticos de la Iglesia católica, siendo el matrimonio católico el único que tenía reconocimiento legal y social para los habitantes europeos, criollos y otros evangelizados. En 1561 fue creada la entonces diócesis de Santiago (actual arquidiócesis de Santiago de Chile), como una de las diócesis sufragáneas de la arquidiócesis de Lima, quedando así a merced del Arzobispo de Lima como máxima autoridad eclesiástica en América. Cuatro años más tarde fueron publicados los decretos tridentinos en Lima por Toribio de Mogrovejo, muchos de ellos referidos al matrimonio, como el Decreto Tametsi, siendo seguidos a cabalidad en Chile. 
La Pragmática Sanción de 1776, emitida por el rey Carlos III de España, conocida también como la «Pragmática de los Matrimonios», fue también aplicada en Chile para regular algunas condiciones previas para que un religioso pudiese celebrar una boda, como el origen socioeconómico y étnico de similares características entre los contrayentes, evitando así posibles desigualdades que podrían afectar la «calidad y condición» de la unión. Debido a esto, el Arzobispado de Santiago debió realizar un censo de población entre 1777 y 1778, donde se registró a los habitantes por su sexo, estado civil y casta (sistema de castas colonial).
Desde esta época también se comenzó a hacer una diferenciación en la filiación con respecto a los hijos nacidos dentro o fuera del matrimonio, siendo estos últimos calificados como «hijos ilegítimos» para los efectos legales, en especial con los asuntos relacionados con las herencias y otros derechos otorgados solamente a hijos nacidos dentro de una unión conyugal. A los hijos nacidos fuera del matrimonio, en especial a los hijos de madre soltera, se les denominaba peyorativamente como «guachos» (del quechua: huak'cho, que quiere decir "animal salido de su rebaño"), debido a la carga moral de la sociedad frente a los embarazos extramatrimoniales, ya sea por adulterio o fornicación, que a su vez estaba vinculada estrechamente a la moral sexual católica. No obstante, este tipo de nacimientos jugó un rol importante en los altos niveles de mestizaje que formaron la composición étnica de Chile en la actualidad.

### Chile independiente

#### sigloXIX
Recién una vez obtenida la independencia de Chile fue posible regular el derecho de familia a nivel local. Durante el Chile republicano fueron cambiando paulatinamente algunos aspectos sociales, siendo posible el matrimonio entre personas de distinta clase social, el matrimonio interracial e interreligioso. El matrimonio civil fue creado en el país sudamericano en 1884, como parte de las leyes laicas promulgadas por el presidente Domingo Santa María, lo que permitió la unión de personas de distintos credos religiosos e irreligiosos, en un Estado confesional católico que se mantuvo así hasta la separación Iglesia-Estado en 1925.

#### sigloXX

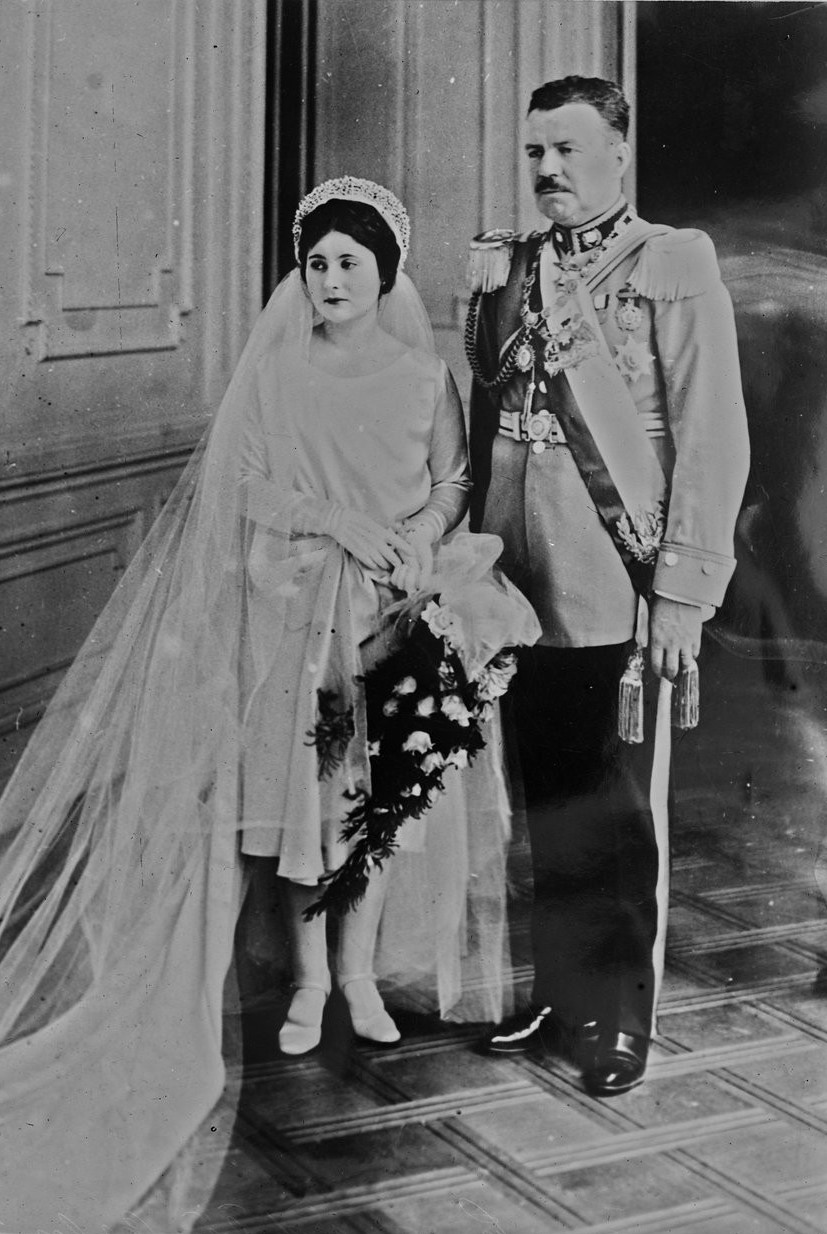
La boda del Presidente Carlos Ibáñez del Campo en el ejercicio de su cargo con Graciela Letelier.

Con respecto a los asuntos patrimoniales, la sociedad conyugal como régimen matrimonial se mantuvo por siglos sin grandes modificaciones con una clara naturaleza machista, en la cual el marido era quien legalmente administraba tanto sus bienes, como el patrimonio social en común y el patrimonio de su esposa, donde además se consagraba la incapacidad relativa de la mujer para la administración de su patrimonio, norma que fue reformada y derogada casi al término de la dictadura militar de Augusto Pinochet en 1989. En 1943, bajo el gobierno de Juan Antonio Ríos, se incorporaron las figuras de separación de bienes y participación en los bienes gananciales para ambos cónyuges, donde ambos debían decidir de manera voluntaria a cuál régimen se acogían.
En septiembre de 1998, se puso fin a la diferenciación entre hijos nacidos dentro y fuera del matrimonio, a través de la aprobación en el Congreso Nacional de la Ley 19.585, conocida como «Ley de Filiación», que entró en vigencia en octubre del año siguiente y derogó el artículo del Código Civil creado en 1855 donde se establecían las existencías de dos tipos de hijos ilegítimos: Los que no tenían progenitor conocido, llamados ilegítimos propiamente tal, como también los que solo tenían uno de ellos o por ambos pero no estaban casados, conocidos como «hijos naturales».

#### sigloXXI
La celebración de matrimonios durante el siglo XXI en Chile ha ido tendencialmente a la baja, en un país que históricamente ha sido considerado como social conservador respecto a los temas relacionados con la familia. En 2004, fue el último país de América Latina en aprobar el divorcio con la Nueva Ley de Matrimonio Civil, siendo previamente posible a esto únicamente la «nulidad matrimonial», en un proceso judicial largo, engorroso y burocrático en el que los cónyuges finalmente cambiaban su estado civil a «separados», impidiendo retomar su anterior soltería. El Instituto Nacional de Estadísticas (INE) entrega un informe anual con la tasa de nupcialidad en el país, la cual se redujo de 3,6 en 2014 a 3,4 en 2018. Entre 2004 y 2018 se registraron 888.256 ceremonias de matrimonio en Chile.
El 21 de junio de 2013 fue promulgada por el presidente Sebastián Piñera la Ley 20.680, más conocida como «Ley amor de papá», que igualó los derechos y deberes de ambos progenitores para con sus hijos, en temas como la custodia legal y la patria potestad. 
En agosto de 2017, la presidenta Michelle Bachelet envió al Congreso Nacional un proyecto de ley para permitir el matrimonio entre personas del mismo sexo, como parte del «Acuerdo de Solución Amistosa» entre el Gobierno de Chile y la agrupación Movimiento de Integración y Liberación Homosexual, luego de que esta última demandara al Estado ante la Corte Interamericana de Derechos Humanos. Dicho proyecto de ley fue tramitado con urgencia, aprobado por ambas cámaras, promulgado el 9 de diciembre de 2021 por el presidente Sebastián Piñera y publicada en el Diario Oficial de la República de Chile al día siguiente, entrando en vigencia a partir del 10 de marzo de 2022.
En 2020 y debido a las restricciones por los confinamientos provocados por la pandemia de COVID-19 en Chile, las ceremonias de bodas disminuyeron un 36% en relación con el año anterior.

## Matrimonios religiosos
Desde la entrada en vigencia de la Ley 19.947 de 2004, son reconocidos como válidos todos los matrimonios religiosos celebrados por cualquiera de las religiones en Chile que tengan personalidad jurídica de derecho público, es decir, que hayan obtenido un legítimo reconocimiento por parte del Estado según lo indica la legislación, al ser Chile un Estado laico que además establece la libertad de culto, siendo necesario solo ese rito para que una unión matrimonial sea considerada como tal, luego de una homologación de la boda que consiste en una ratificación ante el Servicio de Registro Civil e Identificación.